# 里韦拉堡
里韦拉堡，是西班牙加泰罗尼亚莱里达省的一个市镇。 总面积60平方公里，总人口153人（2001年），人口密度3人/平方公里。